# Metaxinidium
Metaxinidium is een geslacht van kevers uit de familie van de loopkevers (Carabidae). De wetenschappelijke naam van het geslacht is voor het eerst geldig gepubliceerd in 1963 door Basilewsky.

## Soorten
Het geslacht Metaxinidium omvat de volgende soorten:
- Metaxinidium leleupi Basilewsky, 1963
- Metaxinidium nanum Basilewsky, 1963